# Саймон Шерлок
Саймон Шерлок (англ. Simon Sherlock; нар. 1974, Англія, Велика Британія) — англійський актор кіно, театру та телебачення. 

## Фільмографія
- 2018 — У довгостроковій перспективі / In the Long Run — констебль Двайєр[1]
- 2015 — Від колиски до могили / Cradle to Grave — Алфі
- 2014-2015 — Викликайте акушерку / Call the Midwife — продавець
- 2012 — Код вбийства / The Bletchley Circle — головний інспектор поліції Комптон
- 2011 — Скляна людина / The Glass Man — Денніс
- 2004-2013 — Лікарі / Doctors — Пол Моріні / Філіп Моріні / Дейв Воллінґтон / Джастін Ендеркотт
- 2009 — Прах до праху / Ashes to Ashes — Брент Купер
- 2007 — Це те, що є / This Is What It Is — Смадж
- 2003 — Бомба / Bombshell — старший бомбардир Террі Коттер
- 2003 — Останній фільм жахів / The Last Horror Movie — Річчі
- 2002 — Мовчазний свідок / Silent Witness — Річард Барретт
- 2001 — Я був щуром / I Was a Rat — поліціянт Банлі
- 2000 — Графство Кілберн / County Kilburn — Біллі
- 1999-2005 — Закон / The Bill — Стюарт Левейн / Гаррі Борн / Франк Ворд / Стів Роу / Баррі Геммінґз
- 1999 — Мэйзі Рейн / Maisie Raine — Річард Вілкс
- 1999 — На добраніч, люба / Goodnight Sweetheart — Ніппер Сміт
- 1999 — Горнблавер: Жаби та омари / Hornblower: The Frogs and the Lobsters — матрос Олдройд
- 1999 — Горнблавер: Герцогиня та диявол / Hornblower: The Duchess and the Devil — матрос Олдройд
- 1998 — Горнблавер: Іспит на лейтенанта / Hornblower: The Examination for Lieutenant — матрос Олдройд
- 1998 — Горнблавер: Рівні шанси / Hornblower: The Even Chance — матрос Олдройд
- 1998 — Мослі / Mosley — Міккі Кларк
- 1998 — Приватна практика / Peak Practice — Ловренс
- 1996 — Англійський пацієнт / The English Patient — чоловік у потягу
- 1996 — Катастрофа / Casualty — Стюарт Г'юз
- 1995-1996 — Солдат, солдат / Soldier Soldier — стрілець Мел Бріґґз
- 1995 — Ґрейндж-Гілл / Grange Hill — автослюсар